# Tobu Treasure Garden
Il Tobu Treasure Garden (東武トレジャーガーデン?) è un orto botanico della città di Tatebayashi.

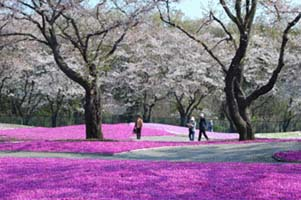
Veduta del parco

## Storia
Il parco è al suo interno diviso in quattro giardini, per un'ampiezza totale di 80.000 metri quadrati. Nel giardino shibazakura sono stati piantati 250.000 esemplari di muschio rosa; è presente inoltre un ampio roseto, nel quale sono presenti circa 1.500 varietà di rose. Il 15 settembre 2012 il parco è stato ingrandito di 10.000 metri quadrati, con l'aggiunta di un'area dedicata alle piante perenni; al suo interno, sono stati posti 300.000 diversi esemplari di tali piante. Nel parco è inoltre presente una chiesa anglicana in stile vittoriano, intitolata ai santi Pietro e Paolo, nella quale a richiesta vengono svolti eventi quali matrimoni.